# Georges Bauquier
Pour les articles homonymes, voir Bauquier.
Georges Bauquier né le 31 mars 1910 à Aigues-Mortes (Gard) et mort le 2 avril 1997 à Callian (Var) est un peintre français.
Après la mort de Fernand Léger dont il était l'assistant, Georges Bauquier entreprend avec la veuve de celui-ci, Nadia Léger, la construction du musée Fernand-Léger à Biot (Alpes-Maritimes) — qui devient un musée national en 1969 —, dont il est le directeur jusqu'en 1993.

## Biographie
Dès son enfance à Nîmes, Georges Bauquier manifeste un goût pour le dessin. En 1934, il entre à l'École des beaux-arts de Paris, puis en 1936 à l'École d'art contemporain dirigée par Fernand Léger (1881-1955) dont il devient le massier. Ayant adhéré au Parti communiste, il participe à la Résistance et est emprisonné à la prison de la Santé en 1944.
Après la Seconde Guerre mondiale, Georges Bauquier retrouve Léger. Au début des années 1950, celui-ci acquiert une propriété à Biot, le mas Saint-André, où il souhaite installer de grandes sculptures en céramique. Après la mort du peintre en 1955, Georges Bauquier et Nadia Léger décident, pour y présenter son œuvre, d'édifier, non loin du mas Saint-André, un musée dont la première pierre est posée en février 1957.
Le 13 mai 1960 le musée est inauguré par Gaëtan Picon, directeur général des Arts et Lettres. En 1967, Nadia Léger et Georges Bauquier en font, avec 348 œuvres importantes de Léger choisies dans son atelier de Gif-sur-Yvette, donation à l'État. Le 4 février 1969, André Malraux, ministre d'État chargé des Affaires culturelles, inaugure le nouveau « musée national Fernand-Léger » dont les donateurs demeurent les directeurs. Ses collections (peintures, dessins, céramiques, tapisseries et bronzes) sont par la suite renforcées par des dépôts d'œuvres, peintures et dessins, appartenant à Nadia Léger et Georges Bauquier.
Après la mort de Nadia Léger en 1982, une extension du musée qui en double les capacités est réalisée entre 1987 et 1989. Georges Bauquier renonce en 1993 à sa direction, qu'assure désormais l'État. Gravement malade, il se retire à Callian où il meurt et est enterré en 1997.
Georges Bauquier a publié Fernand Léger, Vivre dans le vrai (Paris, Maeght, 1987) et à partir de 1990 dirigé la rédaction du Catalogue raisonné de l'œuvre de Léger en huit tomes.

## L'œuvre
Georges Bauquier a parallèlement développé un œuvre original. Ses expositions ont été notamment préfacées par Fernand Léger, à la galerie Louis Carré en 1953, Blaise Cendrars à la galerie Bernheim en 1955, et Jean Lescure dans les années 1970.
« Oublieux de lui-même, consacrant la plus grande part de sa vie à accompagner Fernand Léger de son vivant, puis — après sa mort — à s'occuper de sa postérité », analyse Georges Tabaraud en 1992, Georges Bauquier est demeuré « peintre dans l'ombre, non qu'il se soit, à un moment quelconque, longuement arrêté de dessiner ou de peindre, mais parce qu'il fut toujours trop justement ébloui par le génie et l'amitié de Fernand Léger, dont il fut le collaborateur, pour penser, sauf en de rares occasions, à montrer son propre travail. »
Il ne peut apparaître « facile d'être, pendant vingt ans, de 1936 à sa mort, l'ami, le plus proche collaborateur quotidien de Fernand Léger et de poursuivre une recherche picturale autonome », poursuit Tabaraud : « Sans doute la recherche constante dans le secret de l'atelier d'une identité qui lui soit personnelle fut-elle aidée par le goût de Bauquier pour la peinture de Braque ou la rigueur de Cézanne. »
Fortement structurée et vivement colorée, la peinture de Bauquier inscrit son cheminement entre figuration et abstraction. Aux natures mortes puissamment architecturées de 1949-1950 répond le dessin exact des Marchés bretons (1954). À la fin des années 1950 et au début des années 1960 les intérieurs et natures mortes (fenêtres, horloges et théières), sur lesquelles les larges surfaces des couleurs traversent les objets comme faisceaux de projecteurs, assurent une synthèse entre la rigueur de la construction et la liberté de la couleur.
Conservant les mêmes caractéristiques les Compositions de Bauquier débordent autour de 1966 sur l'abstraction. À partir des années 1970 le peintre en revient à des œuvres plus allusives, réunissant natures mortes, aux premiers plans, et paysages (Saint-Tropez, 1978 ; Le Grau du Roi, 1980 ; Callian, 1983). Plusieurs séries de toiles se développent autour de thèmes plus précis, Voyage autour de deux pommes, De l'arbre, souches et racines.

## Commentaire critique
« Georges Bauquier ne campe pas l'arbre dans sa totalité végétale, dans l'épanouissement de ses frondaisons au plein air puisqu'il préfère en sorte le localiser en ses racines et son tronc, en l'épaisseur massive de sa base où viendront prendre appui et assurance son branchage et ses feuillages. […] Tous ces dessins thématiques de l'arbre ont une belle, souveraine allure. Certains fusent vers le haut, d'autres ont l'air de retourner vers les origines. Il en est qui sembleraient s'introvertir dans la matière même de la création et se replier comme autour de leur propre identité. Il en est encore qui relèveraient d'une secrète et lancinante anthropomorphie ou zoomorphie et l'expression en est parfois étrangement pathétique, venant ainsi remuer notre tréfonds de genèse. »

— André Verdet, Georges Bauquier : De l'arbre…, Biot, Éditions du musée national Fernand-Léger, 1986.